# Walter P. Phillips
Walter P. Phillips était l'opérateur de télégraphe électrique américain qui a inventé le « code Phillips », un procédé de sténo-télégraphie adopté en 1883 par la société Mutual Union Telegraph, et auquel il a donné son nom.

## Biographie
Né à Grafton, dans le Massachusetts en 1846, Walter P. Phillips a inventé le « code Phillips » en 1876 à l'âge de 30 ans. Ce procédé consiste à affecter une abréviation, sous la forme d'une seule lettre ou deux, aux mots et groupes de mots les plus utilisés. Il se révèle très utile à une époque où le monopole de la Western Union de Jay Gould impose des prix prohibitifs pour l'usage du télégraphe, pénalisant ses principaux utilisateurs privés, les agences de presse et les journaux. L'année suivante, le Français Émile Baudot imagine un système électromécanique d'envoi et de réception des signaux télégraphiques permettant de multiplier la quantité d'informations circulant sur une ligne, donnant son nom à l'unité de mesure du baud.
Le « code Phillips » fut utilisé avec succès à partir de 1883 par la Mutual Union Telegraph, rachetée en 1886 par le leader américain Western Union.
Walter P. Phillips est ensuite devenu cadre de la United Press (association), une agence de presse fondée en 1882 au moment précis où le coût du télégraphe commence à baisser, puis est battue par l'Associated Press en 1992. En 1897, lorsque ses restes sont repris par l'Empire de presse Scripps-Howard, il s'occupe des journaux de la côte est, membres la "Scripps MacRae League", dirigée par Robert F. Paine pour le compte d'Edward Willis Scripps.
Jusqu'en 1900, Walter P. Phillips a été le secrétaire-général de la Croix-Rouge américaine.